# Innuendo (píseň)
„Innuendo“ je skladba, která v roce 1991 vyšla na stejnojmenném albu Innuendo od skupiny Queen. Jejími autory jsou Freddie Mercury a Roger Taylor (uváděná je ale celá skupina). Je považována za jedno z posledních veleděl skupiny. Je jejich třetím singlem, který dosáhl v žebříčcích EMI první pozici, hned po „Bohemian Rhapsody“ a „Under Pressure“.

## Vznik
Nápad napsat píseň vznikl pouze náhodou. V Montreux si Brian May s Rogerem Taylorem jen tak „jamovali“ ve studiu. Freddie Mercury začal komponovat text a hudbu. Celou střední část napsal on. Zbytek písně složil Roger Taylor, inspirovaný skupinou Led Zeppelin a jejich písněmi „Kashmir“ a „Thank You“.

## Struktura písně
Píseň „Innuendo“ je svou strukturou podobná písni „Bohemian Rhapsody“ – je složená z více částí a někdy je také označována jako „Bohemian Rhapsody číslo 2“. Na začátku a na konci je rockové téma Rogera Taylora. Střední část je složena z kytarových flamenco částí, přičemž jednou hraje kytara sama a jednou v rockové úpravě s orchestrem, který byl vytvořen syntetizátory. Píseň má několik taktů – tříčtvrťový, čtyřčtvrťový i pětičtvrťový, které se navzájem prolínají.

## Videoklip
Tím, jak se Mercuryho zdravotní stav stále zhoršoval, nemohly s ním být pořízeny nové snímky. Proto se skupina rozhodla využít záběry z písní jako „Scandal“, „Breakthru“ nebo „I Want It All“. Samotný videoklip se liší od ostatních. Je jakoby malbou s mixem animovaných a živých postav. Použité jsou také historické záběry. Samotné členy kapely také namalovali – Johna Deacona v kubistickém stylu, Rogera Taylora ve stylu Jacksona Pollocka, Briana Maye jako viktoriánskou skicu a Freddie Mercuryho ve stylu Leonarda da Vinci. Klip byl nominován na cenu Monitor Award za nejlepší videoklip (Monitor Award for Best Achievement in Music Video).

## Zajímavosti
Na nahrávání této písně byl pozván Steve Howe, kytarista skupiny Yes. Jedna verze říká, že ho pozval Mercury, se kterým měl přátelský vztah, druhá, že to byl Brian May kvůli části s flamenco kytarou. Steve Howe tuto událost popsal takto: „Shodou okolností jsem byl tehdy v Montreux a měl jsem namířeno do studia. Queen tam právě nahrávali své album. Vešel jsem dovnitř a oni mi ho celé přehráli a píseň Innuendo jako třešničku na závěr. Ztratil jsem řeč, tak to bylo úžasné. A tehdy mi řekli: 'Chceme, abys s námi na této písni spolupracoval.“[zdroj⁠?!]
Dále řekl, že si vzal nejlepší španělskou kytaru, večer se vrátili do studia a dali dohromady verzi, jakou znají fanoušci dnes. „Byla to skvělá zkušenost se skvělými lidmi“, uzavřel.
V roce 1992 na The Freddie Mercury Tribute Concert ve Wembley tuto píseň spolu se zbývajícími členy Queen zahrál Robert Plant z Led Zeppelin.